# Peyton Williams
Peyton Williams (Topeka, 27 aprile 1998) è una cestista statunitense.

## Carriera
Con gli Stati Uniti ha disputato i Giochi panamericani di Lima 2019.